# Aspidistra muricata
Aspidistra muricata är en sparrisväxtart som beskrevs av Foon Chew How. Aspidistra muricata ingår i släktet Aspidistra och familjen sparrisväxter. Inga underarter finns listade i Catalogue of Life.